# 安部俊幸
安部 俊幸（あべ としゆき、1950年3月14日 - 2014年7月7日）は、日本の音楽家で、チューリップのギタリスト。福岡県福岡市出身。ウクレレ、シタールなども演奏する。
愛用の楽器のなかではギブソン・ES-335が最もお気に入りだが、リッケンバッカーやアイバニーズに特注したギターなども使用している。
ジョージ・ハリスンの影響を強く受けていた。

## 来歴・人物
ビートルズより多大な影響を受け、大学時代にはハーズメンを結成。1971年、財津和夫の誘いによりチューリップに参加、1972年に上京し、東芝音楽工業より「魔法の黄色い靴」でプロデビュー。3枚目のシングル「心の旅」（1973年）のヒットによりチューリップは人気を得る。
1985年、「アイ・アイ・アイ」を最後にチューリップを脱退。のちに姫野達也、伊藤薫、風祭東とオールウェイズを結成。チューリップが安部を失った打撃は大きく、財津は彼に匹敵するギタリストに巡り合えないまま解散へ至ることとなる。
1986年、シングル「好きさ」、アルバム『ALWAYS BE TRUE』でデビューするが、オールウェイズは2015年現在、活動休止状態にある。
1989年、チューリップのファイナルツアー『Well』に姫野達也と共にゲスト参加。
1992年、女性3人によるユニット、ヴァージン・リップスデビューCDのプロデュースを手がける。
1997年よりチューリップの再結成に参加。1980年以来長く用いていなかったギブソン・ES-335を、オーバーホールしたうえで使用し続けた。

## エピソード
チューリップ、オールウェイズにおいては作詞・作曲のいずれも手がけた作品があるが、安部（作詞）・姫野（作曲）コンビでの曲も多く、その代表曲に「博多っ子純情」（1977年）などがある。この曲に関して安部は、あるコンサートで「九州にも都市化の波といいますかどんどん押し寄せてきまして帰るたびに街の様子が変わって、ものすごく悲しい思いで帰ってくるのですが（東京へ）」と述べていた。
晩年はリードボーカル、コーラスなどを担当することが殆んどないが、初期のチューリップ時代にはステージ、テレビ出演時にもリードボーカルの曲（「思えば遠くへ来たものだ」、「夏に別れを」など）を披露していた。MCが上手でステージのパフォーマンス時に観客を笑わせたりなどと司会の進行などをしていた。また独自の感性でエッセイ、旅行記などの著作も上梓した。
インドに居住していたが、同地で2014年7月7日、脳出血により64歳で死去。葬儀は現地で家族により営まれ、訃報は同年9月9日に公表された。
遺品のギブソン・ES-335はその後もチューリップのライブで披露されている。

## 財津和夫との出会い
安部が財津和夫に出会った時の情景は、安部にとって今でも忘れられないもので今でも鮮明に覚えているとのこと。安部は、デビュー前のチューリップと1971年に博多明治安田生命ホールで出会った。地元のテレビ局が開いた音楽イベントにハーズメンとして参加。舞台裏で安部が仲間と一緒にいた時に財津とチューリップのメンバーが入ってきて、ハーズメンに向かって「あんたたちかっこいいね!ビートルズ好いとうと?」と声を掛けてくれたのが初めての出会いであった。そして、チューリップの演奏が始まるとハーズメンはチューリップのパフォーマンスをみていたという。安部がこの時、財津をとてもかっこよく思い、自分の中の憧れの人になっていた。

## 著書（エッセイ集）
- ひとりぼっちのアメリカ見聞録（1980年）
- ティータイム・トーキング（1981年）
- ジャーニー・ギターだったりして（1982年）
- いつでもどこでもff（フォルテシモ）（1985年）
- Words & Snaps（1997年）

## 参加作品（ギター）
- 杉真理
  - 「I'm so sorry」（1991年『MADE IN HEAVEN』収録）
  - 「Welcome to my world」（1992年『WORLD OF LOVE』収録）
- ピカデリー・サーカス（杉真理が率いたバンド。結成時は正式メンバー。CDリリース以前の初期のライヴにも参加）
  - 「Baby! it's all right」「彼女のBrand-new Day」（1999年『Piccadilly Circus』収録）

## 出演
- MBSミュージックマガジン（MBSラジオ、1979年10月 - 1980年3月）